# Clannad (visual novel)
Pour les articles homonymes, voir Clannad.
Clannad (クラナド, Kuranado) est un visual novel créé par la compagnie japonaise Key, auteur de Kanon et de Air, deux autres titres à succès. D'abord annoncé en 2001 pour une sortie en 2002, le développement a subi de nombreux retards. L'édition limitée pour PC est sortie le 28 mai 2004, l'édition normale le 8 août 2004. Le jeu a ensuite été porté sur PlayStation 2, PSP, Xbox 360 et PlayStation 3. Dans Clannad, l'histoire est linéaire et offre plusieurs scénarios prédéterminés selon les interactions entre le protagoniste et les différentes situations rencontrées. Le jeu se concentre sur 5 héroïnes différentes.
Contrairement à Kanon et à Air qui sont d'abord sortis en tant que jeu pour adultes puis republiés dans une version censurée pour être « tout public », Clannad est directement sorti en version tout public et ne contient ni scène érotique, ni même de fan service. Cependant le 25 novembre 2005, Key a réalisé un spin-off sous forme d'un jeu destiné aux adultes, Tomoyo After: It's a Wonderful Life, qui prolonge le scénario de l'une des héroïnes Tomoyo Sakagami.
Plusieurs adaptations de Clannad existent à ce jour. Quatre séries de manga ont été réalisées : la première publiée dans le magazine japonais Comic Rush, la seconde dans Comi Digit +, la troisième dans Dengeki G's Magazine et son édition spéciale Dengeki G's Festival! Comic, et la quatrième dans Dragon Age Pure. Un film anime réalisé par le studio Toei Animation est sorti le 15 septembre 2007, suivi par deux autres séries incluant deux épisodes d'OVA par le studio Kyoto Animation, qui a aussi adapté en anime deux autres jeux de Key, Air et Kanon. Enfin, il existe deux coffrets de CD de drama audio, contenant en tout neuf CD.
Le jeu et ses adaptations animées, dont les deux séries télévisées, ont fait de bons chiffres de vente au Japon. Selon le classement national des meilleures ventes de jeux bishōjo au Japon, la version limitée de Clannad sur PC s'est classée première deux fois depuis sa sortie, et dans le troisième classement, le jeu a fini quarante-sixième sur cinquante. Sur les huit DVD de la première série animée, six étaient en tête des ventes de DVD au Japon dans la première semaine suivant leur sortie. Sur les huit DVD de la série Clannad After Story, sept se sont classés en tête des ventes dans la première semaine suivant leur sortie. L'édition spéciale du film en DVD s'est classée troisième des ventes dans la première semaine suivant sa sortie.

## Système de jeu
Le scénario de Clannad est divisé en deux segments (arc narratif) : School Life et After Story, qui contiennent les deux phases de l'histoire. Au début du jeu, seule la partie School Life est accessible, mais une fois que le joueur a terminé tous les scénarios de School Life, il peut accéder à After Story. Cela se matérialise par la présence de huit orbes de lumière, qui sont obtenues quand le scénario de l'une des héroïnes est terminé : l'une des orbes disparaît dans School Life mais réapparaît dans After Story.
School Life raconte la dernière année de lycée du héros Tomoya Okazaki, qui y rencontre tous les personnages du jeu, bien que l'histoire se focalise sur les cinq héroïnes du jeu dont la principale héroïne, Nagisa Furukawa. After Story est principalement la suite du scénario de Nagisa ; l'histoire se déroule immédiatement après School Life, et montre Nagisa et Tomoya en couple pendant les dix années qui suivent. Des personnages de School Life apparaissent dans After Story, mais ils n'y jouent qu'un petit rôle comparé à leur importance dans School Life. Pour voir la vraie fin de Clannad, il faut récupérer treize orbes de lumière. À l'origine, les orbes devaient être des objets utilisables par le joueur dans le jeu, mais comme cela augmentait la difficulté du jeu et s'intégrait mal au scénario, leur fonction a été modifiée pour devenir plus simple et moins intrusive.
Clannad demande peu d'interaction au joueur, qui passe la majeure partie du jeu à lire le texte qui apparaît à l'écran, représentant soit des dialogues entre les personnages, soit les pensées du héros. Un aspect important de Clannad (et de la plupart des visual novels) est la présence de « points de décision », qui apparaissent de temps en temps pour permettre au joueur de choisir entre plusieurs options. Le temps écoulé entre deux points de décision peut varier entre une minute et beaucoup plus de temps. Le jeu se met alors en pause jusqu'à ce que le joueur fasse un choix, ce choix orientant le scénario dans une direction spécifique. Il existe cinq scénarios principaux disponibles pour le joueur, chacun correspondant à une des héroïnes de l'histoire, et treize fins possibles. Le joueur peut terminer tous les scénarios en jouant plusieurs fois.
Clannad est la deuxième plus longue œuvre de Key, selon Yūto Tonokawa qui affirme qu'il y a environ 4 000 mots de moins dans Clannad que dans le jeu Little Busters! Ecstasy sorti en 2008. Alors que les deux premiers jeux de Key, Kanon et Air, ont d'abord été publiés sous forme de jeux pour adultes (eroge) puis republiés en version « tout public », Clannad est sorti directement en version « tout public », sans aucune scène équivoque, et juste une scène de fan service.

## Localisation et thèmes
La première partie du scénario de Clannad se déroule dans un lycée japonais, qui est le meilleur établissement de la ville. En dehors du lycée, il y a plusieurs endroits fréquentés comme la boulangerie des parents de Nagisa, et l'internat où vit Youhei Sunohara. Au cours de l'histoire, des visions d'un « Monde Illusoire » apparaissent. Ce monde est dépourvu de toute vie, le seul habitant est une jeune fille, qui construit par la suite un corps à partir d'ordures pour que le héros puisse communiquer avec elle. La seconde moitié de l'histoire se déroule dans la même ville, après la fin de la première moitié.
Des thèmes récurrents sont évoqués dans l'histoire. Le thème principal est la valeur de la famille, ce qui devait être reflété dans le titre du jeu, le scénariste Jun Maeda ayant cru que Clannad signifiait « famille » ou « clan » en irlandais ; en réalité, il s'agit d'une abréviation de Clann As Dobhar signifiant « la famille de Dore » et utilisée par le groupe irlandais Clannad[réf. nécessaire]. Parmi les six personnages principaux, trois d'entre eux (Tomoya, Nagisa et Kotomi) n'ont ni frères ni sœurs, bien que leurs parents apparaissent fréquemment dans leur histoire. L'histoire de Nagisa a été écrite pour montrer ce que Jun Maeda décrit comme une « famille parfaite », en insistant sur la conscience morale. Dans le scénario de Nagisa, un groupe de mascottes de fiction nommé « La grande famille dango » (だんご大家族, Dango Daikazoku), que Nagisa aime, apparaît plusieurs fois. Les personnages de Tomoya et de Nagisa sont conçus pour montrer leur « passage à l'âge adulte » exemplaire à la fin de l'histoire. Les sœurs de Fuko et de Kyou jouent un rôle important dans leurs scénarios respectifs, tandis que l'histoire de Tomoyo est influencée par sa famille tout entière. Le thème de la langue irlandaise apparaît un peu, entre autres avec le thème d'ouverture du jeu, Mag Mell, qui signifie à peu près « plaine de la joie » et fait partie de la mythologie irlandaise. L'album d'arrangements, un CD audio contenant des remixes des chansons du jeu et livré avec la version originale du jeu, s'appelle Mabinogi, qui est un recueil d'histoires en prose tirées de manuscrits médiévaux en gallois ; le gallois est une langue proche du gaélique irlandais.

## Personnages principaux
Le joueur joue le rôle de Tomoya Okazaki (岡崎 朋也, Okazaki Tomoya), le héros de Clannad. Tomoya est considéré comme un délinquant juvénile, c'est un jeune homme qui défie l'autorité par son attitude rebelle vis-à-vis de l'école et son apathie générale dans la vie quotidienne. Au début de l'histoire, il déteste la ville où il a vécu toute sa vie et où se déroule le jeu. Il est très franc dans les remarques qu'il fait aux autres, et n'hésite pas à dire ce qu'il pense même si cela l'amène souvent à être grossier. Cependant, Tomoya reste très loyal à ses amis, et tout le monde sait qu'il fera tout pour aider ceux qui l'entourent s'ils ont besoin de soutien. Il a une personnalité plutôt effacée et ne demande pas grand-chose en échange de ce qu'il fait pour les autres.
Tomoya rencontre Nagisa Furukawa (古河 渚, Furukawa Nagisa), l'héroïne principale de Clannad, au début de l'histoire. Nagisa est une jeune fille douce qui a peu d'estime et de confiance en elle, ce qui l'amène à beaucoup compter sur le soutien de ses amis ; elle a l'étrange habitude de murmurer le nom de ses plats préférés pour se motiver, comme l'anpan. Kyō Fujibayashi (藤林 杏, Fujibayashi Kyō), une autre héroïne de Clannad, est une jeune fille grossière et agressive, mais qui est aussi une bonne cuisinière pour ses amis et sa famille. Quand elle est en colère, elle jette souvent à la tête des gens un dictionnaire qu'elle a souvent avec elle juste pour cela. Malgré cela, elle a aussi un côté beaucoup plus amical, en particulier envers sa sœur jumelle Ryō Fujibayashi (藤林 椋, Fujibayashi Ryō).
Tomoya rencontre également une jeune fille surdouée, Kotomi Ichinose (一ノ瀬 ことみ, Ichinose Kotomi), pendant un jour de cours. Elle est parmi les dix premiers élèves du pays dans toutes les matières, et va souvent à la bibliothèque pour approfondir ses connaissances, lisant surtout des livres en langues étrangères. Très silencieuse, Kotomi est peu sociable et il est difficile de communiquer avec elle ; elle peut même complètement ignorer ceux qui l'entourent quand elle lit, même s'ils font beaucoup de bruit près d'elle. La quatrième héroïne de Clannad est une élève de deuxième année, Tomoyo Sakagami (坂上, 智代, Sakagami Tomoyo), qui vient d'arriver dans le lycée de Tomoya. Comme Kyou, Tomoyo peut être très agressive, et elle est aussi très douée en combat, préférant les coups de pied aux coups de poing. Elle est aussi très athlétique. Bien que Tomoya soit son aîné, Tomoyo ne lui montre pas le respect traditionnellement dû à un senpai. Tomoyo apparaît également dans un autre jeu de Key, Tomoyo After: It's a Wonderful Life, en tant qu'héroïne principale.
La dernière héroïne de Clannad est une élève de première année, Fūko Ibuki (伊吹 風子, Ibuki Fūko), qui est très distante vis-à-vis des autres. Avant de rencontrer Tomoya, Fuko apparaît souvent seule, sculptant des étoiles de mer en bois avec son petit couteau pour les offrir aux autres. Fuko est obnubilée par les étoiles de mer, et plus généralement par tout ce qui a la forme d'une étoile, et a parfois des accès d'euphorie quand elle n'a plus conscience de ceux qui l'entourent.

## Synopsis

### School Life
Tomoya Okazaki est un lycéen en troisième année. Sa mère Atsuko est morte quand il était enfant, laissant Tomoya seul avec son père Naoyuki. Depuis la mort d'Atsuko, Naoyuki est devenu alcoolique et joueur, et a commencé à battre son fils. Un jour, Tomoya a eu l'épaule déboîtée par son père ; depuis, Naoyuki le traite bien mais avec distance, comme s'ils n'étaient que des étrangers et pas une famille. Cela fait plus mal à Tomoya que d'être battu, si bien qu'il a pris l'habitude de traîner dehors car il ne veut plus retourner chez lui. De plus, sa blessure à l'épaule a obligé Tomoya à quitter son club de basket, ce qui l'a amené à s'éloigner de l'école et de ses activités. C'est alors qu'il devient un délinquant. Son ami Yōhei Sunohara (春原 陽平, Sunohara Yōhei), qui s'est fait renvoyer du club de football après une bagarre, est également un délinquant qui traîne souvent avec Tomoya.
L'histoire de Clannad commence le 14 avril 2003, au début de l'année scolaire, quand Tomoya rencontre par hasard Nagisa Furukawa, une jeune fille douce qui est plus âgée que lui d'une année, mais qui redouble sa dernière année de lycée car elle a été très malade l'année précédente. Elle veut rejoindre le club de théâtre, ce qu'elle n'a pas pu faire pendant sa maladie, mais elle découvre que le club a été dissous car tous ses membres sont allés à l'université. Comme Tomoya a du temps à perdre, il décide d'aider Nagisa à reformer un club de théâtre. Pendant cette période, il rencontre plusieurs autres filles, dont il fait la connaissance et qu'il aide à résoudre leurs problèmes.

### After Story
La seconde partie du scénario suit immédiatement la première mais se déroule dans les dix années qui suivent. Tomoya et Nagisa vivent désormais ensemble. Tomoya doit faire face à plusieurs difficultés dont beaucoup sont dues à la maladie de Nagisa. En donnant naissance à leur fille Ushio, Nagisa meurt, et Tomoya tombe en dépression. Les parents de Nagisa, Akio et Sanae, s'occupent alors d'Ushio. Cinq ans après, Tomoya est contraint de partir en voyage avec Ushio et durant ce voyage il rencontre Shino Okazaki, sa grand-mère paternelle. Shino raconte à Tomoya le passé tragique de son père, similaire à la situation dans laquelle Tomoya s'est trouvé après la mort de Nagisa. Tomoya décide alors de s'occuper d'Ushio et de reconnaître enfin Naoyuki comme son père. Mais peu de temps après que Tomoya a repris goût à la vie, Ushio est atteinte de la même maladie que Nagisa. Tomoya, Sanae et Akio se battent pour la sauver, Tomoya allant jusqu'à quitter son travail pour s'occuper d'elle, mais en vain. L'hiver suivant, Tomoya, qui ne sait pas quoi faire pour Ushio, décide de l'emmener en voyage afin d'exaucer son souhait, mais Ushio s'évanouit et meurt peu de temps après.
Tomoya a imaginé dans ses rêves un monde désert où flottent des orbes de lumière, le « Monde Illusoire » (幻想世界, Gensō Sekai). Dans ses premiers rêves, il voit un monde dépourvu de vie où ne subsiste qu'un peu d'herbe, et dont le seul habitant est une jeune fille. Dans chacun de ses rêves, il découvre davantage ce monde. Tomoya découvre que la jeune fille est capable de modeler les ordures qui l'entourent pour créer de nouveaux objets, et elle finit par créer un corps pour lui. Il renaît alors dans ce monde et tue le temps en suivant la jeune fille. Tomoya pense qu'ils sont les seuls « êtres vivants » dans ce monde. Lui et la jeune fille tentent de créer une autre poupée d'ordures, mais, dépourvue d'âme, ce nouveau corps ne vit pas. Se souvenant du monde d'où il vient, Tomoya demande à la jeune fille de construire un vaisseau pour qu'ils puissent fuir l'hiver qui vient, et vivre une vie heureuse. Finalement, l'hiver vient, et la jeune fille est gelée et ne peut plus bouger. Elle dit alors à Tomoya qu'elle a fait un rêve, grâce à ce rêve elle sait pourquoi elle vit dans ce monde, dans son rêve elle apprend que ce monde c'est elle et que si elle s'en va celui-ci n'existera plus. Elle lui dit aussi que tous deux vivent dans un autre monde, un monde chaleureux où vivent de nombreuses personnes et qu'ils finiront par se rencontrer. Cette jeune fille n'est d'autre qu'Ushio sa propre fille. Lorsque Tomoya se souvient de qui il est réellement, le soleil revient, et le monde disparaît afin de donner une seconde chance à Tomoya et Nagisa. Lorsqu'elle accouche, elle survit et tous deux vivent heureux avec leur fille, Ushio.
À la fin nous avons l'impression que tout ça n'était qu'un rêve de Tomoya durant l'accouchement de Nagisa.

## Développement
Le producteur exécutif de Clannad est Takahiro Baba de VisualArt's, la société qui contrôle Key. Jun Maeda, l'un des trois principaux scénaristes de Key avec Kai et Yūichi Suzumoto, a dirigé le projet de Clannad et écrit la plus grande partie du scénario. Tōya Okano en a été l'assistant scénariste. Itaru Hinoue a pris la direction artistique et a également travaillé sur le character design. Miracle Mikipon, Mochisuke, Na-Ga et Shinory ont travaillé sur les graphismes. Les arrière-plans ont été créés par Torino. La musique du jeu a été composée par Jun Maeda, Shinji Orito et Magome Togoshi.
Pour le second visual novel de Key, Air, Jun Maeda a affirmé qu'il avait écrit ce qu'il avait voulu dans le scénario du jeu, mais avait ensuite découvert que Air était d'un accès difficile aux joueurs. À la suite de cela, Jun Maeda a pensé que pour le prochain projet de Key, Clannad, il avait le devoir de rendre le jeu plus facile d'accès pour autant de joueurs que possible. Il voulait en tout cas que le jeu soit divertissant, et a commencé à travailler sur Clannad presque immédiatement après avoir terminé Air. Depuis le début du projet Clannad, Jun Maeda ne voulait pas faire une histoire similaire à Air, mais plutôt mettre l'accent sur un lien profond entre « les gens et la ville », et sur « l'humanité ». Il ajoute qu'il a dépassé ses limites d'écriture dans la plupart des scénarios de Clannad et compare le processus de l'écriture de Clannad à un « mur que je ne pourrai plus jamais franchir ». Alors qu'au début du projet, Jun Maeda pensait être prêt, l'histoire du jeu a rapidement atteint un niveau qu'il n'avait pas prévu, et Suzumoto affirme que sa taille a pratiquement doublé par rapport à la longueur du projet original. Il attribue cela à la complexification de la structure du scénario de base du jeu, ce qui a augmenté en même temps la taille de tous les scénarios dérivés.
Il y a d'autres anecdotes sur les ressemblances entre Clannad et Air. Lors de l'écriture du scénario de Nagisa, des disputes ont éclaté sur sa longueur, qui donnait trop d'importance à cette héroïne. Certains membres de l'équipe se sont inquiétés d'avoir un personnage dominant avec une histoire unique, ce qui risquait de trop ressembler à Air qui est centré sur l'une de ses héroïnes, Misuzu Kamio. On rapporte même que le président de VisualArt's a suggéré de réduire les différences entre les scénarios des autres personnages, ce qui a été finalement refusé, car Jun Maeda pensait que l'appréciation du jeu par ses joueurs ne serait pas diminuée par le fait que les scénarios soient très différents, et que le jeu serait finalement bon. En revanche, Jun Maeda craignait que la seconde partie de l'histoire, After Story, principalement centrée sur la suite du scénario de Nagisa, éclipse tout le reste du jeu, un peu comme ce qui était arrivé avec Air. Pour que cela n'arrive pas dans Clannad, Jun Maeda s'est concentré sur la première partie du scénario, School Life, pour la rendre longue et riche en émotions afin qu'elle soit appréciée.

### Sorties
Key a d'abord annoncé en 2001 que Clannad sortirait en 2002, mais il y a eu plusieurs reports et le jeu est finalement sorti le 28 avril 2004, sous la forme d'une édition limitée pour PC sur DVD-ROM. L'édition normale est sortie moins de deux mois plus tard, le 6 août 2004, au même prix que l'édition limitée. Les deux versions ne contiennent pas de doublage vocal des personnages. Un portage sur console PlayStation 2, développé par Interchannel, est sorti le 23 février 2006. Cette version inclut un doublage complet, sauf pour le personnage de Tomoya. Après avoir vendu suffisamment d'exemplaires de la version PS2, Interchannel a décidé de sortir une édition Best Version moins chère, le 30 juillet 2009. Cette version est aussi sortie dans un coffret intitulé Key 3-Part Work Premium Box, contenant aussi les éditions Best Version de Kanon et Air. le 30 juillet 2009. Une version mobile, jouable sur les téléphones portables SoftBank Mobile et FOMA, produite par Prototype, est sortie le 16 janvier 2008.
Une version PC incluant un doublage vocal complet, intitulée Clannad Full Voice, est sortie le 29 février 2008. Cette version inclut de nouveaux graphismes et reprend le doublage vocal de la version PlayStation 2 tel quel, le personnage de Tomoya n'ayant toujours pas de doublage. Prototype a également produit une version PSP de Clannad, sortie le 29 mai 2008 et reprenant les ajouts de la version PC doublée,,. Une version pour Xbox 360 est sortie le 28 août 2008, avec un doublage vocal pour tous les personnages sauf Tomoya. Cette version permet de récupérer, via le Xbox Live, les fichiers du drama audio Official Another Story Clannad : Sur le Chemin de la Colline que la Lumière Surveille qui est également distribué par Prototype. Les éditions limitées des versions PSP et Xbox 360 contiennent un CD « best of » des CD de drama audio distribués par Prototype, contenant chacun cinq histoires ; le CD de la version PSP est différent de celui de la version Xbox 360,. Clannad Full Voice est ressorti sous le titre Clannad le 31 juillet 2009, dans le coffret Key 10th Memorial Box contenant cinq autres visual novels de Key ; il est également ressorti le 28 mai 2010, dans une version compatible Windows 7 nommée Clannad Memorial Edition. Prototype prévoit également de sortir une version PlayStation 3 de Clannad.

## Adaptations

### Livres et publications écrites
SoftBank Creative a publié un livre de trente-neuf pages au format magazine, intitulé pre-Clannad, le 15 avril 2004. Le livre contient des images du jeu, de courtes présentations des personnages et des croquis de conception. Un fan-book de 160 pages a été publié par Enterbrain le 12 octobre 2004 : il contient des explications détaillées sur les scénarios, des images du jeu, les partitions des génériques de début et de fin et des interviews des créateurs. La fin du livre contient des illustrations originales des personnages de Clannad par différents artistes, trois chapitres supplémentaires de Official Another Story et d'autres croquis de conception.
Un ensemble de quatorze histoires illustrées complémentaires à l'histoire de Clannad ont été publiées de septembre 2004 à octobre 2005 dans le magazine Dengeki G's Magazine d'ASCII Media Works,. Intitulées Official Another Story Clannad : Sur le Chemin de la Colline que la Lumière Surveille (Official Another Story Clannad 光見守る坂道で, Official Another Story Clannad: Hikari Mimamoru Sakamichi de), l'histoire contient treize chapitres plus un épisode bonus. Elles sont écrites par les scénaristes de Key et illustrées par l'artiste japonais GotoP. L'histoire a également été publiée par Prototype sous forme de contenu pour téléphones mobiles, disponible sur les téléphones SoftBank 3G et FOMA, à partir de janvier 2008. Le rythme de publication était d'un épisode par semaine, la publication sur SoftBank 3G ayant lieu trois semaines après celle sur FOMA. Une version pour les téléphones au est également sortie pendant l'été 2008. Prototype prévoit de republier l'histoire sur PSP en deux volumes, chacun contenant huit chapitres et les illustrations originales de GotoP. Le premier volume est prévu pour le 3 juin 2010 et le second pour le 24 juin 2010.
Deux anthologies de character novels (romans racontant l'histoire d'un personnage) de Clannad, écrites par plusieurs auteurs, ont été publiées par Jive entre septembre et décembre 2004,. Trois volumes d'une série de nouvelles par différents auteurs, Clannad SSS, ont été publiés par Harvest de juin à août 2009.

### Manga
Le premier manga adapté de Clannad, Clannad Official Comic, a été publié dans le magazine Monthly Comic Rush de mai 2005 à avril 2009,. Huit volumes reliés (Tankōbon) de ce manga ont été publiés par Jive du 7 novembre 2005 au 7 mars 2009,. L'histoire est adaptée de la version du visual novel de l'époque et le manga est dessiné par Juri Misaki. Il est édité en version française chez l'éditeur Ototo depuis 2012.
Le second manga, intitulé Official Another Story Clannad : Sur le Chemin de la Colline que la Lumière Surveille, a été publié du 21 juin 2007 au 21 août 2008 dans le magazine Comi Digi +, publié par Flex Comix, et contient onze chapitres. Adapté des histoires illustrées du même nom, le manga est dessiné par Rino Fujii. Le premier volume relié de cette série a été publié par Broccoli le 21 février 2008, dans une version normale et une version limitée, chacune ayant sa propre couverture. L'édition limitée inclut un carnet noir portant l'emblème du lycée de Tomoya sur la couverture. Une séance de dédicaces de l'auteur du manga a eu lieu le 2 mars 2008 au salon Gamers à Nagoya.  
Un troisième manga de Clannad a commencé à être publié en 2007 dans le magazine Dengeki G's Magazine édité par ASCII Media Works. La publication dans Dengeki G's Magazine s'est arrêtée en juillet 2009, puis le manga a été publié à partir du huitième volume de Dengeki G's Festival! Comic, un autre magazine d'ASCII Media Works, le 26 octobre 2009. L'histoire est adaptée de la version du visual novel de l'époque et le manga est dessiné par Shaa. Le premier volume relié de cette troisième série a été publié par ASCII Media Works sous leur label Dengeki Comics, le 27 février 2008, et le second volume le 27 mars 2009. Un quatrième manga, intitulé Clannad: Tomoyo Dearest, a été publié du 20 février au 20 août 2008 dans le magazine shōnen Dragon Age Pure édité par Fujimi Shobo,. L'histoire reprend le scénario de Tomoyo dans le visual novel et le manga est dessiné par Yukiko Sumiyoshi. Clannad: Tomoyo Dearest est sorti en un volume relié le 9 octobre 2008.
Il existe également quatre séries d'anthologies de manga, produites par différents éditeurs et dessinés par de nombreux artistes différents. Chacune de ces séries d'anthologie fait intervenir en moyenne vingt scénaristes et dessinateurs par volume[réf. nécessaire].

### Dramaaudio
Il existe deux coffrets de CD de drama audio basés sur Clannad. Le premier, produit par Frontier Works, contient cinq CD racontant chacun l'histoire d'une des héroïnes du jeu : Nagisa, Kotomi, Fuko, Kyou et Tomoyo. Le premier volume est sorti au Japon le 25 avril 2007 sous la forme d'une édition limitée contenant une piste supplémentaire. Les volumes suivants sont sortis à un rythme mensuel, du 25 mai 2007 au 24 août 2007. Le second coffret, produit par Prototype, contient quatre CD dont le premier est sorti le 25 juillet 2007. Les volumes 2 à 4 sont sortis ensuite à un mois d'intervalle, le dernier étant sorti le 24 octobre 2007. Ces CD se basent sur les épisodes de Official Another Story Clannad ; l'artiste GotoP qui a illustré Official Another Story Clannad a également dessiné les pochettes des CD.

### Film
Toei Animation, qui avait déjà adapté Kanon en anime et Air en film, a annoncé au festival Tokyo Anime Fair, le 23 mars 2006, la production d'un film animé basé sur Clannad. Le film est sorti le 15 septembre 2007, réalisé par Osamu Dezaki qui avait déjà réalisé le film d'Air, sur un scénario de Makoto Nakamura. Le film réinterprète le scénario du jeu, en mettant l'accent sur l'histoire de Nagisa. Il est sorti en DVD en trois éditions différentes : collector, spéciale et normale, le 7 mars 2008.

### Anime
Le 15 mars 2007, la chaîne de télévision BS-i a annoncé une série animée basée sur Clannad dans un trailer de trente secondes placé à la fin du dernier épisode de la série animée Kanon. L'animé est réalisé par le studio Kyoto Animation sous la direction de Tatsuya Ishihara, qui avait déjà réalisé les adaptations animées de deux autres visual novels de Key : Kanon et Air. La série a été diffusée au Japon du 4 octobre 2007 au 27 mars 2008, et contient vingt-trois épisodes, alors que vingt-quatre étaient prévus ; la diffusion a d'abord été annoncée le 11 août 2007 à l'occasion du festival Anime Festa de TBS, au cours duquel le premier épisode a également été projeté. La série est sortie en huit DVD publiés par Pony Canyon du 19 décembre 2007 au 16 juillet 2008, chacun d'entre eux contenant trois épisodes. Sur les 24 épisodes prévus, 23 ont été diffusés à la télévision : les 22 premiers sont des épisodes normaux et le 23e est un épisode supplémentaire. Le dernier épisode est sorti sous forme d'OVA sur le huitième DVD, et se déroule dans un univers alternatif, où Tomoya sort avec Tomoyo, comme dans le scénario de Tomoyo dans le jeu.  
À la fin du vingt-troisième épisode de la première série animée de Clannad, un trailer de cinquante secondes a été diffusé pour annoncer la sortie d'une autre série : Clannad After Story. Réalisée également par Kyoto Animation, la seconde série reprend l'arc After Story du jeu en vingt-quatre épisodes. Réalisée par les mêmes personnes que la première série, Clannad After Story a été diffusé au Japon du 3 octobre 2008 au 26 mars 2009,. Sur les vingt-quatre épisodes, les vingt-deux premiers sont des épisodes normaux, le vingt-troisième est un épisode supplémentaire, et le dernier est un « résumé » reprenant les moments importants de la série. La série est sortie en huit DVD du 3 décembre 2008 au 1er juillet 2009 ; le dernier DVD contient un épisode supplémentaire, se déroulant dans un univers alternatif où Tomoya sort avec Kyou. Cet épisode a été projeté le 24 mai 2009 devant une sélection de spectateurs.
L'entreprise Sentai Filmworks a acquis la licence de la série animée Clannad pour la diffuser aux États-Unis, et ADV Films a publié le début de la première saison sous forme d'un coffret contenant douze épisodes en japonais sous-titré en anglais, le 3 mars 2009. Sentai Filmworks a également acquis la licence de la série Clannad After Story ; Section23 Films a publié un coffret contenant le début de la première saison le 20 octobre 2009 aux États-Unis, en japonais sous-titré en anglais. Sentai Filmwork prévoit également de ressortir Clannad en DVD zone 1 avec un doublage en anglais, avec une première diffusion sur Anime Network à partir du 25 mars 2010.
En France, la première saison est diffusée sur le site de streaming ADN à partir du 20 octobre 2020, soit treize ans après le début de sa diffusion japonaise. La seconde saison After Story est disponible sur la même plateforme le 19 novembre. Le 26 mai 2021, le blu-ray de la première saison contenant les vingt-trois premiers épisodes de la série ainsi que l’OVA Tomoyo After est sorti chez Kana. La seconde saison contenant les vingt-quatre épisodes d’After Story ainsi que l’OVA Kyou After est sortie quant à elle le 18 août 2021. Ces deux saisons sont toutes deux réparties sur trois disques blu-ray en VOSTFr uniquement.
Le générique d'ouverture de la première saison de Clannad est 'Mag Mell' ~cuckool mix 2007~ par Eufonius, un remix de 'Mag Mell' -cockool mix- qui figurait sur le troisième disque de la bande originale du jeu, et qui est lui-même un remix du générique d'ouverture du jeu Mag Mell (メグメル, Megu Meru). Le générique de fin est La grande famille dango (だんご大家族, Dango Daikazoku) par Chata. Il a la même mélodie que Petites Paumes (小さなてのひら, Chiisana Tenohira), le générique de fin de l'arc After Story dans le jeu. Le générique d'ouverture de la deuxième saison est Un Chant pour Passer le Temps (時を刻む唄, Toki o Kizamu Uta), qui utilise la même mélodie que la musique de fond Vers les Mêmes Hauteurs (同じ高みへ, Onaji Takami e) figurant dans la bande originale du jeu. Le générique de fin est Torch, les deux génériques étant chantés par Lia. Le reste de la musique des deux séries animées est composé de reprises de plusieurs albums sortis avec le visual novel, comme l'album de la bande originale ou les albums Mabinogi, -Memento-, Sorarado et Sorarado Append. La couverture de l'album Sorarado Append apparaît à la fin de la dernière vidéo de la première saison.

### Webradio
Une émission de webradio destinée à promouvoir la série animée de Clannad, Nagisa to Sanae no Omae ni Rainbow (渚と早苗のおまえにレインボー), a été diffusée du 5 octobre 2007 au 3 octobre 2008, en cinquante-deux épisodes. Produite par Onsen et par Animate TV, l'émission était présentée par Mai Nakahara, la doubleuse de Nagisa Furukawa dans la série, et par Kikuko Inoue, la doubleuse de Sanae Furukawa ; l'émission était diffusée en ligne le vendredi. Plusieurs seiyū ayant participé à la série animée ont également fait des apparitions dans la webradio, comme Ryō Hirohashi (Kyou), Atsuko Enomoto (Yukine), Akemi Kanda (Ryou), Yūichi Nakamura (Tomoya) et Daisuke Sakaguchi (Youhei). Une compilation en deux CD des treize premières émissions est sortie le 18 juin 2008. Une seconde compilation de deux CD, contenant les épisodes 14 à 26, est sortie le 15 octobre 2008, suivi par un troisième le 19 novembre 2008. Le quatrième et dernier volume, contenant les derniers épisodes, est sorti le 18 février 2009.
Une seconde émission de webradio, associée à la série Clannad After Story et intitulée Nagisa to Sanae to Akio no Omae ni Hyper Rainbow (渚と早苗と秋生のおまえにハイパーレインボー), a été diffusée du 10 octobre 2008 au 10 avril 2009, en vingt-six épisodes. Également produite par Onsen et Animate TV, l'émission était présentée par les deux doubleuses de l'émission précédente, plus Ryōtarō Okiayu qui double Akio Furukawa. Elle était diffusée en ligne tous les vendredis. Deux compilations des épisodes de l'émission, de deux CD chacune, sont sorties le 18 février 2009 pour la première et le 29 mai 2009 pour la seconde.

## Musique
Le visual novel possède quatre chansons principales : le générique d'ouverture Mag Mell (メグメル, Megu Meru), le générique de fin principal -Deux Ombres- (－影二つ－, -Kage Futatsu-), la chanson Ana et le générique de fin de la partie After Story, Petites Paumes (小さなてのひら, Chiisana Tenohira). Les génériques sont chantés par Riya du groupe Eufonius, tandis que Ana est chanté par Lia de I've Sound. Six personnages du jeu ont leurs propres thèmes : les cinq héroïnes et Yukine Miyazawa. Le thème de Nagisa est Nagisa (渚), le thème de Kyou est C'est Comme le Vent (それは風のように, Sore wa Kaze no Yōni), le thème de Kotomi est Étude Pour les Petites Supercordes (en français dans le texte), le thème de Tomoyo est Sa Détermination (彼女の本気, Kanojo no Honki), le thème de Fuko est Hurry, Starfish (は～りぃすたーふぃしゅ, Ha~rī Sutāfisshu), et le thème de Yukine est Un Thé dans la Salle de référence (資料室のお茶会, Shiryōshitsu no Ochakai).
Le premier album de musique lié à Clannad, Sorarado, est sorti en décembre 2003 et contient des chansons chantées par Riya. Le second album, Mabinogi, est sorti avec la version originale de Clannad en avril 2004 et était vendu avec le jeu. La bande originale du jeu est sortie en août 2004, sous la forme de trois disques contenant en tout 36 pistes, incluant des remixes de plusieurs musiques de fond, plus des versions courtes, instrumentales, et remixées, des thèmes des personnages. Un ajout à Sorarado, Sorarado Append, est sorti en décembre 2004, avec d'autres chansons de Riya. Un album de remixes, -Memento-, est également sorti en décembre 2004, sous la forme de deux disques. Un album d'arrangements au piano, Piano no Mori, est sorti en décembre 2005, contenant cinq pistes tirées de Clannad et cinq tirées du jeu Tomoyo After: It's a Wonderful Life. Tous les albums liés à Clannad ont été produits par Key sous son label musical Key Sounds Label.
Un maxi single d'Eufonius est sorti en juillet 2007 pour la sortie du film de Clannad : Mag Mell ~frequency⇒e Ver.~. Il contient un remix du générique de début du jeu, une version instrumentale de ce remix, et une piste originale. Un album intitulé Yakusoku est sorti en août 2007, avec une chanson de Lia, une version instrumentale de cette chanson, et deux musiques de fond du film. Les albums du film Clannad sont produits par Frontier Works. Pour la sortie de la première série animée, un single intitulé Mag Mell / Dango Daikazoku est sorti en octobre 2007 : il contient les génériques de début et de fin de la série en versions originales, courtes et instrumentales, plus un remix de L'imagination de la jeune fille (少女の幻想, Shōjo no Gensō), une chanson de Riya figurant dans l'album Sorarado. Un single est également sorti pour la série Clannad After Story en novembre 2008 : Toki o Kizamu Uta / Torch, qui contient les génériques de début et de fin chantés par Lia. Un album de remixes contenant des arrangements au piano des génériques de Clannad After Story, "Toki o Kizamu Uta / Torch" Piano Arrange Disc est sorti en décembre 2008. Les deux singles et l'album des séries animées sont produits par Key Sounds Label.

## Accueil et critiques

### Critiques
Le numéro d'octobre 2007 de Dengeki G's Magazine contenait les résultats d'un sondage sur les cinquante meilleurs jeux bishōjo. Sur 249 titres en lice, Clannad s'est classé premier avec 114 votes ; le second, Fate/stay night, n'a eu que 78 votes. La version PlayStation 2 a reçu du magazine japonais Famitsu la note globale de 26/40, avec quatre scores individuels de 7, 7, 6 et 6.
La série animée issue de Clannad a été acclamée par la critique. Alors que la première saison a reçu des critiques positives mais parfois mitigées, la seconde saison Clannad After Story a été unanimement saluée par la critique. Le site THEM Anime Reviews a donné à la série un score de 4 étoiles sur 5, le critique Tim Jones la décrivant comme « la plus vivante et réelle adaptation animée de Key à ce jour », tandis que Stig Høgset ajoute que Clannad After Story « jouera considérablement de la tragédie et du drame, et vous déchirera probablement le cœur en cours de route. C'est là que le temps semble vraiment s'arrêter, donnant à la série un vrai poids dans le domaine émotionnel ». Theron Martin de Anime News Network a donné à la première saison une note de B+, critiquant son abus d'éléments moe, mais la considérant quand même comme un bon divertissement pour une « base de fans qui se reconnaissent dans ce genre de chose ». Sa critique de Clannad After Story est beaucoup plus positive, aboutissant à une note de A-. Il affirme que la seconde moitié de cette saison est « le morceau de Clannad le mieux écrit », et qu'elle « construit et révèle réellement son potentiel émotionnel, renforce le thème central de la série (l'importance de la famille) et se démarque visuellement », et conclut que « seules les âmes les plus cyniques se retiendront de lâcher au moins quelques larmes à certains moments ». Sur le site DVD Talk, Todd Douglas note Clannad After Story comme « hautement recommandé » et affirme que « la palette d'émotions que Clannad vous fait ressentir est impressionnante. C'est charmant, mignon, hilarant, mystérieux et tragique tout à la fois. Peu de films sont aussi mémorables, et peu sont aussi bons pour une telle longueur ». Il conclut que l'histoire « va droit au cœur » et « mémorable pour de multiples raisons », et que « peu de films atteignent le niveau de celui-là ».

### Ventes
Parmi les meilleures ventes de jeux bishōjo au Japon, l'édition limitée de Clannad sur PC s'est classée deux fois première depuis sa sortie, et dans le troisième classement, elle était 46e. Dans les deux premières semaines de juin 2004, cette édition s'est classée 40e. L'édition normale de Clannad sur PC s'est classée 16e des ventes à sa sortie. Cette édition s'est ensuite classée 37e puis 41e. La version doublée de Clannad s'est classée trois fois dans les meilleures ventes de jeux PC au Japon, atteignant les 7e, 20e et 40e places entre février et avril 2008.
Les DVD des séries animées et du film tirés du jeu ont également fait de très bons chiffres de vente. Le premier DVD de l'édition limitée de la première série animée s'est classée troisième des ventes les semaines du 19 décembre et du 25 décembre 2007. Les autres DVD de cette édition, jusqu'au cinquième, se sont tous classés en tête des ventes dans la semaine suivant leurs sorties,,,, et le sixième DVD s'est classé quatrième les semaines du 21 mai et du 27 mai 2008. Le septième et le huitième DVD se sont tous les deux classés premiers dans leur première semaine de vente,. Le troisième DVD de l'édition limitée s'est classé sixième des meilleures ventes de DVD d'anime de décembre 2007 à novembre 2008. Un coffret Blu-Ray de Clannad s'est classé troisième des ventes des semaines du 26 avril et du 2 mai 2010 et 13e la semaine suivante. Le DVD de l'édition spéciale du film Clannad s'est classé troisième pendant sa première semaine de vente, puis dixième la semaine suivante,.
Le premier DVD de l'édition limitée de Clannad After Story s'est classé deuxième pendant sa première semaine de vente, avec 17 521 unités vendues. Les DVD 2 à 4 de cette édition se sont classés premiers dans leurs premières semaines de vente, chacun d'eux s'étant vendu à plus de 16 000 exemplaires,,. Les DVD 5 à 7 de cette édition se sont également classés premiers pendant leurs premières semaines de vente, avec plus de 14 000 exemplaires vendus pour chacun,,. Le huitième DVD de l'édition limitée de Clannad After Story s'est classé second dans sa première semaine de vente avec plus de 19 800 exemplaires vendus. Le sixième DVD de cette édition limitée s'est également classé troisième des ventes de DVD d'anime les semaines du 11 mai et du 17 mai 2009, le septième s'est classé sixième des ventes les semaines du 8 juin et du 14 juin 2009, et le huitième DVD s'est classé cinquième des ventes les semaines du 6 juillet et du 12 juillet 2009.

### Postérité
Gamania Entertainment a organisé une collaboration entre Clannad et leurs deux jeux en ligne massivement multijoueurs, Hiten Online et Holy Beast Online. Du 26 mars au 26 juin 2008, les deux jeux ont mis à disposition des costumes pour leurs personnages, ressemblant aux uniformes d'hiver du lycée de Clannad, et ont également permis aux joueurs d'adopter Button, le sanglier apprivoisé de Kyou. De plus, tous les joueurs ayant un personnage de niveau supérieur à 20 sur l'un ou l'autre jeu pouvaient participer à une loterie où 500 gagnants ont reçu des objets virtuels et réels sur le thème de Clannad, comme des classeurs, des cartes prépayées, des serviettes de sport, des tapisseries ou d'autres objets à utiliser dans les jeux.
ASCII Media Works et Vridge ont produit un visual novel sur PlayStation 2 intitulé Nogizaka Haruka no Himitsu: Cosplay Hajimemashita (乃木坂春香の秘密 こすぷれ、はじめました♥, littéralement Le Secret de Haruka Nogizaka : Le Cosplay a Commencé), basé sur une série de livres intitulée Nogizaka Haruka no himitsu. Sorti en septembre 2008, le jeu montre les personnages de la série effectuant différents cosplays pour ressembler soit à cinq des personnages de publications populaires d'ASCII Media Works, soit à trois des héroïnes de Clannad. Haruka Nogizaka peut se déguiser en Kotomi Ichinose, Mika Nogizaka en Nagisa Furukawa (mais avec les cheveux longs), et Shiina Amamiya en Tomoyo Sakagami. Le jeu affiche également des images inédites si les personnages se rendent à certains endroits quand elles sont cosplayées. Par exemple, quand Mika se déguise en Nagisa, une image d'elle mangeant des dango peut être débloquée. Lorsqu'elles se déguisent en d'autres personnages, les personnages du jeu voient également leur voix changer pour celle de la doubleuse du personnage imité ; par exemple, si Shiina se déguise en Tomoyo, elle parle avec la voix de Hōko Kuwashima, la doubleuse de Tomoyo dans Clannad.
Un monde virtuel en 3D créé par Headlock, Ai Sp@ce, permet aux utilisateurs d'interagir avec les héroïnes de plusieurs visual novels bishōjo : Clannad, Shuffle! et Da Capo II,. Sorti en octobre 2008, le monde recrée l'ambiance de chacun des jeux sur une « île » virtuelle, les îles étant liées à l'île centrale d'Akihabara où les utilisateurs peuvent interagir. Chaque utilisateur possède un avatar qui le représente dans le jeu, ainsi qu'une héroïne d'un jeu qui l'accompagne et qui est appelée character doll ou chara-doll. L'utilisateur et sa chara-doll vivent ensemble dans une maison sur l'île du jeu d'où vient l'héroïne, dans une maison remplie de meubles et de vêtements achetés par le joueur. Il est également possible de customiser les chara-dolls et de leur faire développer une personnalité particulière au choix du joueur.